# Melissa Barrera
Pour les articles homonymes, voir Barrera.
Melissa Barrera, née le 4 juillet 1990 à Monterrey (Mexique), est une actrice mexicaine.
Au Mexique, elle est connue pour ses rôles dans les telenovelas Siempre tuya Acapulco (2013) et Tanto amor (2015). Mondialement, elle est connue pour ses rôles dans la série Vida (2018-2020), le film musical D'où l'on vient (2021), la série Respirer (2022) et les films slasher Scream (2022) et Scream 6 (2023).

## Biographie

### Jeunesse
Melissa Barrera Martínez naît le 4 juillet 1990 à Monterrey, la capitale de l'État du Nuevo León, au Mexique. Ses parents sont Rossana Martínez et Tomas Barrera. Elle a trois sœurs plus jeunes. Pendant sa scolarité, elle jouait très activement au basket-ball. Elle a étudié la comédie musicale à la Tisch School of the Arts de l'université de New York (NYU),.
Melissa Barrera fréquente l'American School Foundation of Monterrey, où elle participe aux productions musicales de l'école, notamment Grease, Aïda et Footloose.

### Carrière
En 2010, alors qu'elle est encore à l'université de New York (NYU), elle participe au film L for Leisure. En 2012, elle participe à deux telenovelas, La mujer de Judas et La otra cara del alma. En 2013, elle obtient son premier rôle principal dans la telenovela Siempre tuya Acapulco.
En 2011, elle fait ses débuts à la télévision dans l'émission de télé-réalité mexicaine La Academia, où elle montre ses talents de chanteuse. En 2013, elle fait partie du duo Melissa y Sebastian, avec lequel elle enregistre son premier album et obtient son premier succès dans le top 10 des radios avec leur premier single Mamma Maria, une reprise de la chanson de Ricchi e Poveri datant des années 1980. En 2015, elle enregistre la chanson thème Volver a caer aux côtés du chanteur mexicain Kalimba Marichal, pour sa telenovela Tanto amor. En 2015, elle joue dans la dernière telenovela produite par TV Azteca, Tanto amor.
En 2018, elle est également choisie pour jouer le rôle principal de Lyn dans la série dramatique Vida de la chaîne Starz. En 2021, elle joue le rôle de Vanessa, une styliste en herbe et l'intérêt amoureux du narrateur, Usnavi, dans le film musical D'où l'on vient (In the Heights) réalisé par Jon Chu, une adaptation de la comédie musicale de Lin-Manuel Miranda. Le film est largement salué par la critique, Monica Castillo du site web The Wrap fait l'éloge de la performance de Melissa Barrera : « L'hymne salsa de Vanessa, It Won't Be Long Now, est peut-être l'une des séquences les plus sous-estimées : c'est une vitrine impressionnante pour les talents de Melissa Barrera, qui lui permet de passer par une large gamme d'émotions en un seul numéro, et l'un des rares moments de la comédie musicale où elle peut chanter à tue-tête ».
En 2022, Melissa Barrera joue le rôle de Samantha Carpenter dans le cinquième film de la franchise Scream, réalisé par Matt Bettinelli-Olpin et Tyler Gillett. Le film sort le 12 janvier 2022 en France et deux jours plus tard aux États-Unis,. La même année, elle joue dans Respirer (Keep Breathing), un drame de survie en six épisodes sorti le 28 juin 2022 sur Netflix,. Dans le film Bed Rest, elle interprète une femme enceinte alitée se demandant si sa maison est hantée ou si toute cette histoire ne se passe que dans sa tête,,. Le film sort le 7 décembre 2022 sur la plateforme de vidéo à la demande Tubi. Melissa Barrera joue également le rôle-titre dans le film musical Carmen réalisé par Benjamin Millepied,. Le film est présenté le 11 septembre 2022 en avant-première mondiale au Festival international du film de Toronto 2022. Le film sortira au cinéma le 14 juin 2023 en France.
En 2023, elle reprend pour la seconde fois le rôle de Samantha Carpenter dans le film Scream 6, le sixième film de la franchise, réalisé par Matt Bettinelli-Olpin et Tyler Gillett,,. Le film sort le 8 mars 2023 en France et deux jours plus tard aux États-Unis.
Dans All the World Is Sleeping, elle interprète une jeune mère s'enfonçant dans la toxicomanie tout en s'efforçant de s'occuper de sa fille au Nouveau-Mexique. Le film sort le 17 mars 2023 et fait l'objet d'une sortie limitée en salles et en version numérique,,.
Cette même année, elle partage deux publications sur Instagram à propos de la guerre à Gaza de 2023-2025 considérant cette guerre comme un génocide des Gazaouis ; ces partages sont jugés comme antisémites par la production, qui renvoie Melissa Barrera de la franchise Scream où elle devait reprendre son rôle de Sam Carpenter dans le septième film.
Le 2 octobre 2024, Melissa Barrera obtient le rôle féminin principal dans la série de science-fiction Copenhagen avec Simu Liu et produite par James Wan pour Peacock. Un mois plus tard, le 8 novembre, elle obtient le premier rôle dans le western In the Cradle of Granite d'Ariel Escalante.
Le 1er avril 2025 dans une interview pour A Shot, elle annonce être en écriture de son premier film en tant que réalisatrice, une romance lesbienne.

### Vie privée
En février 2019, Melissa Barrera épouse son petit ami de longue date, l'artiste musical Paco Zazueta. Ils se sont rencontrés pour la première fois sur le plateau de La Academia en 2011, et ont interprété Cuando Me Enamoro d'Enrique Iglesias pour le quatrième épisode. Ils ont commencé à se fréquenter en septembre de la même année. En juin 2017, le couple a annoncé ses fiançailles sur Instagram.

## Image publique
À la suite de ses rôles dans les médias d'horreur en 2022, Melissa Barrera est couronnée comme une scream queen,.
En mai 2025, elle compte parmi les signataires d'une pétition de personnalités du cinéma dénonçant le silence du monde de la culture face au « génocide à Gaza ».

## Filmographie

### Cinéma
- 2014 : L for Leisure de Whitney Horn et Lev Kalman : Kennedy
- 2016 : Manual de principiantes para ser presidente de Salim Nayar : Brisa Carreiro
- 2016 : El Hotel de Carlos Marcovich : Karina
- 2018 : Sacúdete las penas d'Andres Ibañez Diaz Infante : Luisa Martin Del Campo
- 2018 : Dos Veces Tú de Salomón Askenazi : Daniela Cohen
- 2021 : D'où l'on vient (In The Heights) de Jon Chu : Vanessa
- 2022 : Scream de Tyler Gillett et Matt Bettinelli-Olpin : Samantha Carpenter
- 2022 : Bed Rest de Lori Evans Taylor : Julie Rivers
- 2023 : Scream 6 (Scream VI) de Tyler Gillett et Matt Bettinelli-Olpin : Samantha Carpenter
- 2023 : All the World Is Sleeping de Ryan Lacen : Chama
- 2023 : Carmen de Benjamin Millepied : Carmen
- 2024 : Abigail de Tyler Gillett et Matt Bettinelli-Olpin : Joey
- 2024 : Your Monster de Caroline Lindy : Laura Franco
- 2025 : The Collaboration de Kwame Kwei-Armah : Maya
- 2026 : In the Cradle of Granite de Ariel Escalante Meza

### Télévision
- 2011 : La Academia : elle-même, une concourante (18e place, 14 épisodes)
- 2012 : La mujer de Judas : Zulamita (rôle récurrent)
- 2012 : La otra cara del alma : Mariana Durán (rôle récurrent)
- 2014 : Siempre tuya Acapulco : Olvido Pérez (rôle principal, 124 épisodes)
- 2015 : Tanto amor : Mía González (rôle principal, 119 épisodes)
- 2016-2017 : Perseguidos : Liliana Rincón (rôle récurrent dans la saison 1, 11 épisodes)
- 2017 : Club de Cuervos : Isabel Cantú (rôle récurrent dans la saison 3, 8 épisodes)
- 2018-2020 : Vida : Lyn Hernandez (rôle principal, 22 épisodes)
- 2020 : Acting for a Cause : Elizabeth Bennet (épisode : Orgueil et préjugés)
- 2022 : Respirer (Keep Breathing) : Liv (rôle principal, 6 épisodes)
- 2026 : The Copenhagen Test : Michelle

### Clips musicaux
- 2021 : Say Less d'Anthony Ramos

## Distinctions

### Nominations
- Imagen Awards 2021 : meilleure actrice de télévision dans la catégorie comédie pour Vida[37].
- Hollywood Critics Association 2021 : meilleure actrice pour D'où l'on vient[38].
- Satellite Awards 2022 : meilleure actrice dans un film musical ou une comédie pour D'où l'on vient[39].

## Voix francophones
En France, Charlotte D'Ardalhon est la voix française la plus régulière de l'actrice qu'elle double dans Scream, Carmen et Scream 6.
À titre exceptionnel, elle est doublée par Marie Tirmont dans Vida, Victoria Grosbois dans D'où l'on vient, Valérie Bescht dans Respirer et Laetitia Coryn dans le film Abigail.